# Де ла Рей, Коос
Якобус Геркулаас де ла Рей (африк. Jacobus Herculaas de la Rey), также известный как Коос де ла Рей (африк. Koos de la Rey; 22 октября 1847 — 15 сентября 1914) — бурский генерал времён Второй англо-бурской войны 1899—1902 годов, один из самых известных военачальников этой войны, национальный герой африканеров (буров). Его партизанская тактика продемонстрировала значительную эффективность. Де ла Рей выступал против войны до самого конца, но когда он однажды был обвинён в трусости на сессии фольксраада (бурский парламент), он ответил, что, если время для войны наступит, он будет бороться дольше, чем те, которые сейчас кричат о войне, а затем сдадутся, и доказал это.

## Ранние годы
Родился в семейном фермерском поместье Дуэртфонтейн в дистрикте Винсбург в Республике Оранжевая. Он был сыном Адриануса Иоганнеса Хийсбертуса де ла Рея и Андрианы Вильгемины ван Райен. Де ла Рей был буром с испанскими, французскими гугенотскими и голландскими корнями. Его дед, школьный учитель и отец семейства де ла Реев, прибыл в Южную Африку из Утрехта, Нидерланды. После битвы у Буэплатса семейная ферма была конфискована британцами, и семья переехала в Трансвааль и поселилась в Лихтенбурге. В детстве де ла Рей получил очень скромное образование. Де ла Реи вскоре снова переехали, на этот раз в Кимберли после открытия месторождений алмазов. В юношеском возрасте де ла Рей работал транспортным грузчиком на алмазных приисках в том же Кимберли.

## Брак
Де ла Рей женился на Якобе Элизабетт (Нонне) Греффи, и молодая пара поселилась на хуторе Манана, в поместье семьи Греффи. Манана принадлежала отцу Якобы, основателю города Лихтенбурга Адриану Греффи. Позже де ла Рей купил ферму Эландсфонтейн. В браке родилось двенадцать детей. Де ла Рей был очень набожным человеком и редко выпускал из рук свою маленькую карманную Библию. Он имел очень грозный вид — длинная аккуратно причёсанная борода и высокий лоб с глубоко посаженными глазами молодого возраста придавали ему консервативный образ. Его сестра Корнелия была замужем за Питером ван дер Гоффом, чей племянник Дирк ван дер Гофф был основателем Голландской реформаторской церкви в Южной Африке.

## Военная карьера
Де ла Рей участвовал в Басотской войне 1865 года и Сехухунской войне 1876 года. Он не принимал активного участия в Первой англо-бурской войне, но как полевой корнет в западном Трансваале он принял участие в осаде Потчефсрума, которую проводил генерал Пита Кронье. В 1883 году де ла Рей был назначен комендантом дистрикта Лихтенберг и стал членом трансваальского фольксраада. Как последователь фракции генерала Петруса Жубера, он протестовал против политики президента Пауля Крюгера против ойтландеров (иностранцев, которые в Трансваале пытались добывать золото), предупреждая, что это приведёт к войне с Британией.

## Участие во Второй англо-бурской войне
После начала войны де ла Рей был назначен на должность одного из полевых генералов. Де ла Рей совершил атаку на британский бронированный поезд, который шел из Кимберли в Мафекинг. Поезд потерпел крушение, и после пятичасового боя британцы сдались. Этот случай сделал Де ла Рея известным, но обострил его отношения с осторожным генералом Кронье, который отправил его, чтобы заблокировать продвижение врага и ослабить осаду Кимберли.

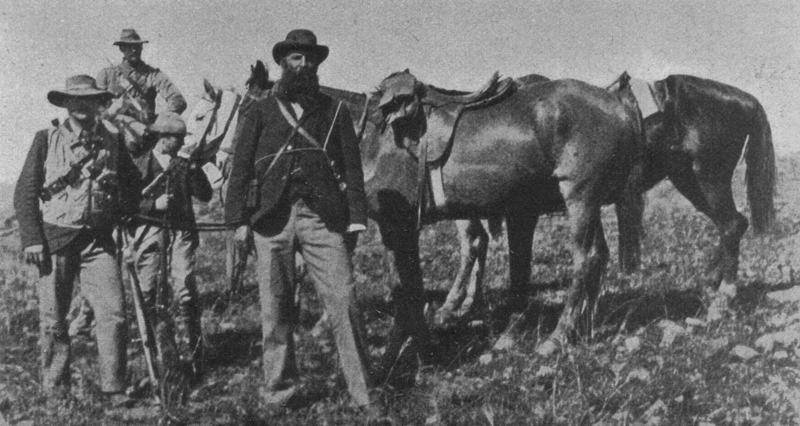
Де ла Рей во время войны

Британскому генерал-лейтенанту лорду Метуэну, командиру Первой дивизии, была поставлена задача усилить осаду Кимберли и перевезти свои силы по железной дороге на север Капской провинции. При выходе из поезда они были обстреляны малыми силами буров, которых возглавлял комендант Принслоу Бельмонт Копье. Однако утром, несмотря на потери, британцы окопались на горе. Буры на лошадях отступили к Граспану, присоединившись к большому отряду фристейтеров (от слова «Free state») и трансваальцев под командованием Принслоу и Де ла Рея соответственно. Там буры заняли несколько холмов, но не так успешно. Путь через реку Моддер для генерала Метуэна был закрыт, потому что мост взорвали буры.
Учитывая преобладающую силу британской артиллерии, Де ла Рей настоял, что его воины и воины Принслоу должны окопаться на берегах рек Моддер и Риит. Это считается первым использованием тактики окопной войны. План состоял в том, чтобы как можно ближе подпускать британцев к себе, а потом открывать по ним огонь из винтовок. Эта тактика препятствовала использованию артиллерии в полной мере. Сначала британцы продвигались по открытой местности беспрепятственно. Но когда солдаты Принслоу открыли шеренговый огонь, британцы скрылись, а артиллерия начала обстрел окопов буров. Серия атак англичан оттеснила фрестейтеров, но лишь контратаки де ла Рея позволили бурам держать оборону до сумерек, после чего они просто ушли. В этом бою де ла Рей был ранен, а его сын был убит. Де ла Рей проклинал Кронье за слабую поддержку.
После того как буры вынуждены были отойти от реки Моддер, британцы отремонтировали мост. Между тем отряды Де ла Рея окопались на горе Магерсфонтэйн. Его необычная тактика оправдалась 10 декабря, когда гора не была взята. Во время рассвета шум британского полка предупредил защитников о наступлении. Британский отряд случайно наткнулся на банки, подвешенные на натянутые провода. После 9-часового боя с тяжёлыми потерями без какого-либо видимого продвижения британцы отступили. Генерала Метуэна сместили, а на его место поставили лорда Робертса.

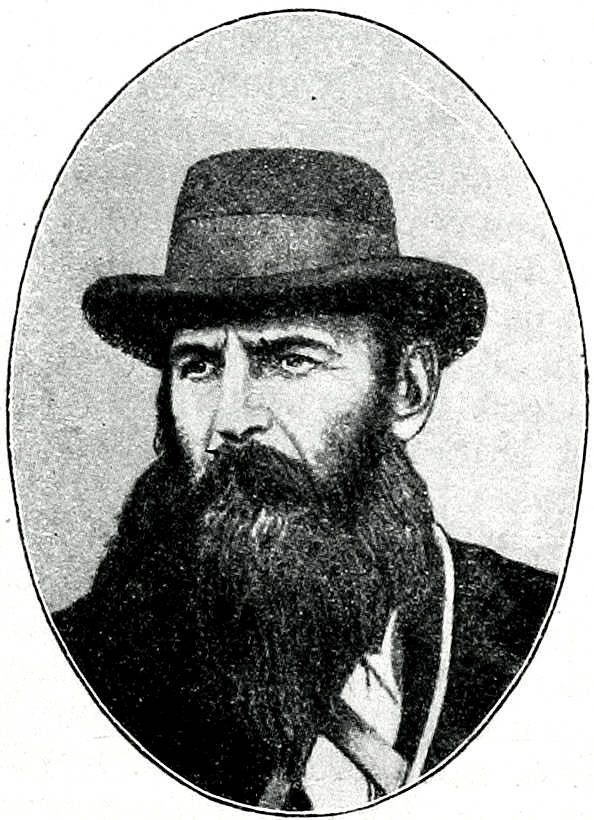
Рисунок из статьи «Деларей»
(«Военная энциклопедия Сытина»)

Несмотря на поражение у Магерсфонтэйна и катастрофу на реке Тугела, мобилизовавшие все силы Империи британцы начали постепенно побеждать буров. Генерал Кронье вместе с целой армией был захвачен в плен Робертсом. Блумфонтэйн был взят 13 марта 1900 года, Претория — 5 июня, Крюгер бежал в Португальскую Восточную Африку.
Лишь небольшая группа буров продолжила войну. Де ла Рей, Луис Бота и другие командиры собрались в Кронштате и утвердили стратегию партизанской войны. В течение следующих 2 лет де ла Рей проводил быстрые кампании, побеждал в сражениях у Мудвиля, Нойтедахта, Дрифонтэйна, Донкерхука, что привело к огромным людским и материальным потерям британцам при Истерспрейте 25 февраля 1902 года, где большое количество амуниции и провианта было захвачено бурскими отрядами. 7 марта 1902 года большая часть сил Мэтью, включая его самого, была захвачена в плен в битве при Твибоши. Де ла Рей имел необычную способность избегать засад, ведя за собой много людей. К концу войны его отряд насчитывал до 3000 человек. Де ла Рай благородно, по-рыцарски относился к своим врагам. Например, у Твибоша 7 марта 1902 года он захватил генерала Мэтью с сотнями его солдат. Войска были отосланы назад на их линии, потому что Де ла Рей не имел возможности содержать. А Мэтью был отпущен, потому что был тяжело ранен, и де ла Рей считал, что генерал умрёт, если британцы не предоставят ему медицинскую помощь.
В ответ на партизанскую тактику британцы во главе с Робертсом и Китчером взяли на вооружение тактику выжженной земли. Она включала в себя уничтожение всего, что могло бы пригодиться для снабжения бурских партизан и даже женщин и детей. Уничтожались посевы, сжигались фермы и домашние хозяйства, травились источники и солерудники, членов семей бурских повстанцев и сочувствующих помещали в концентрационные лагеря, в которых около 50 % детей до 16 лет умерли. Боевой дух буров постепенно начал падать. С другой стороны, буры совершали жестокие репрессии в отношении чернокожих, которые якобы симпатизировали британцам и которые выдавали им их местоположения. Британцы предлагали сложить оружие ещё в марте 1901 года, но Луис Бота отклонил мирные переговоры. Лорд Китчер предложил де ла Рею встретиться в Клерксдорпе 11 марта 1902 года для переговоров. Дипломатические усилия по выходу из конфликта продолжились и в конце концов привели к соглашению о дальнейших мирных переговорах В Фериинихине, в которых де ла Рей принял активное участие и содействие подписанию мирного договора. Мирный договор в Фериинихине был подписан 31 марта 1902 года. Де ла Рай и Бота посетили Великобританию и США в этом же году. Бурам было гарантировано самоуправление (предоставленное в 1906 и 1907 годах Трансваалю и Оранжевой колонии соответственно), они получили 3 миллиона фунтов стерлингов компенсации. После войны де ла Рей вместе с Луисом Ботой и Кристианом де Ветом путешествовали по Европе, собирая средства для разорённых буров, чьи фермы были опустошены. Наконец, де ла Рей вернулся на свою собственную ферму к своим жене и детям. Его жена очень много настрадалась и впоследствии изложила свои скитания в книге «Myne Omzwervingen en Beproevingen Gedurende den Oorlog» (1903), которая была переведена на английский.

## Политическая карьера
В 1907 году де ла Рей был избран в новый Трансваальский парламент и стал одним из делегатов в Национальный Конвент Южно-Африканского Союза в 1910 году. Он стал сенатором и поддерживал Луиса Боту, первого премьер-министра, в его попытках примирить буров и британцев. 

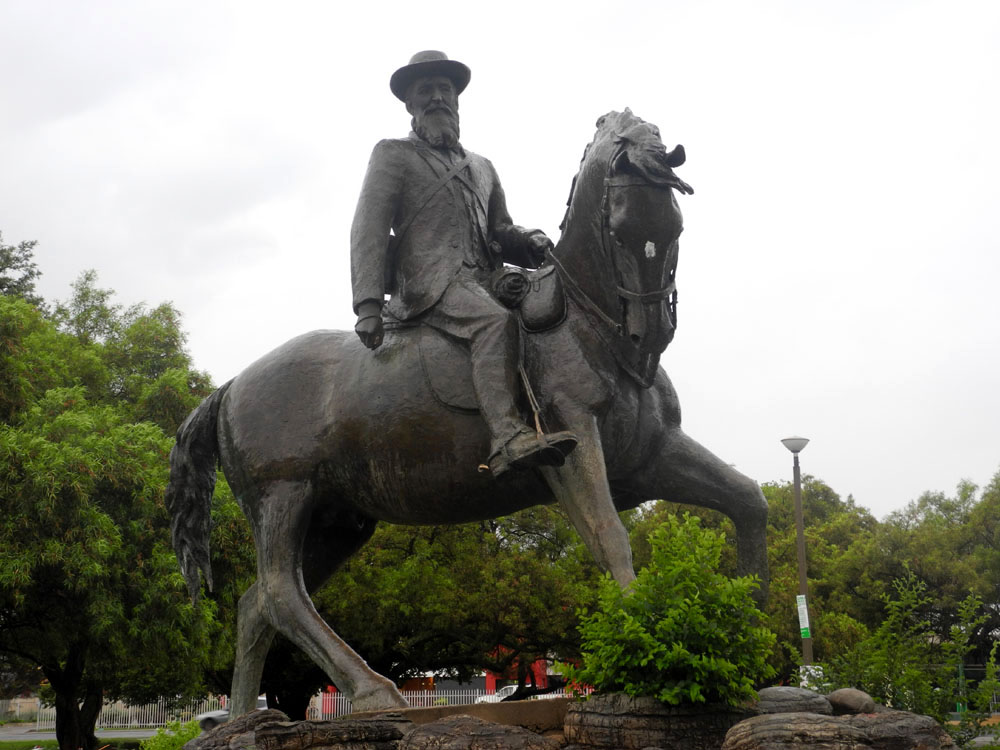
Памятник Де ла Рею

 Оппозиционная фракция, возглавляемая Херцогом, стремилась установить республиканское правление как можно скорее и сорвать сотрудничество с британцами, параллельно проповедуя расизм, что позднее даст свои плоды. В 1914 году вспыхнули серьёзные столкновения между белыми шахтёрами и войсками из-за использования чёрных шахтёров, которые забирали их работу. В ходе подавления восстания правительственными войсками командовал де ла Рей. Социальное напряжение достигло своего пика с началом Первой мировой войны, когда Луис Бота согласился направить войска для захвата Германской Юго-Западной Африки (современная Намибия). Многие буры выступали против участия в войне за британские интересы против немцев. Даже сама Германия симпатизировала де ла Рею и видела в нём великого лидера. В парламенте он продвигал идею нейтралитета до тех пор, пока Южная Африка сама не подвергнется нападению со стороны немцев. В то же время де ла Рей убеждал Боту и Яна Смэтса не предпринимать никаких действий для мобилизации буров. Де ла Рей разрывался между дружбой с боевыми товарищами, большинство из которых примкнуло к фракции Херцога, и своими честью и достоинством. Синер ван Ренсбург, известный бурский пророк, перед толпой рассказал о видениях, в которых он видел весь мир в войне и конец Британской Империи. 2 августа он рассказал о своем сне, в котором видел генерала де ла Рея, который возвращался домой в украшенный карете, в то же время чёрная туча вылила кровь. Многие буры восприняли это как знак, что де ла Рей станет триумфатором, но ван Ренсбург верил, что это предвещает смерть генерала.

## Смерть и память

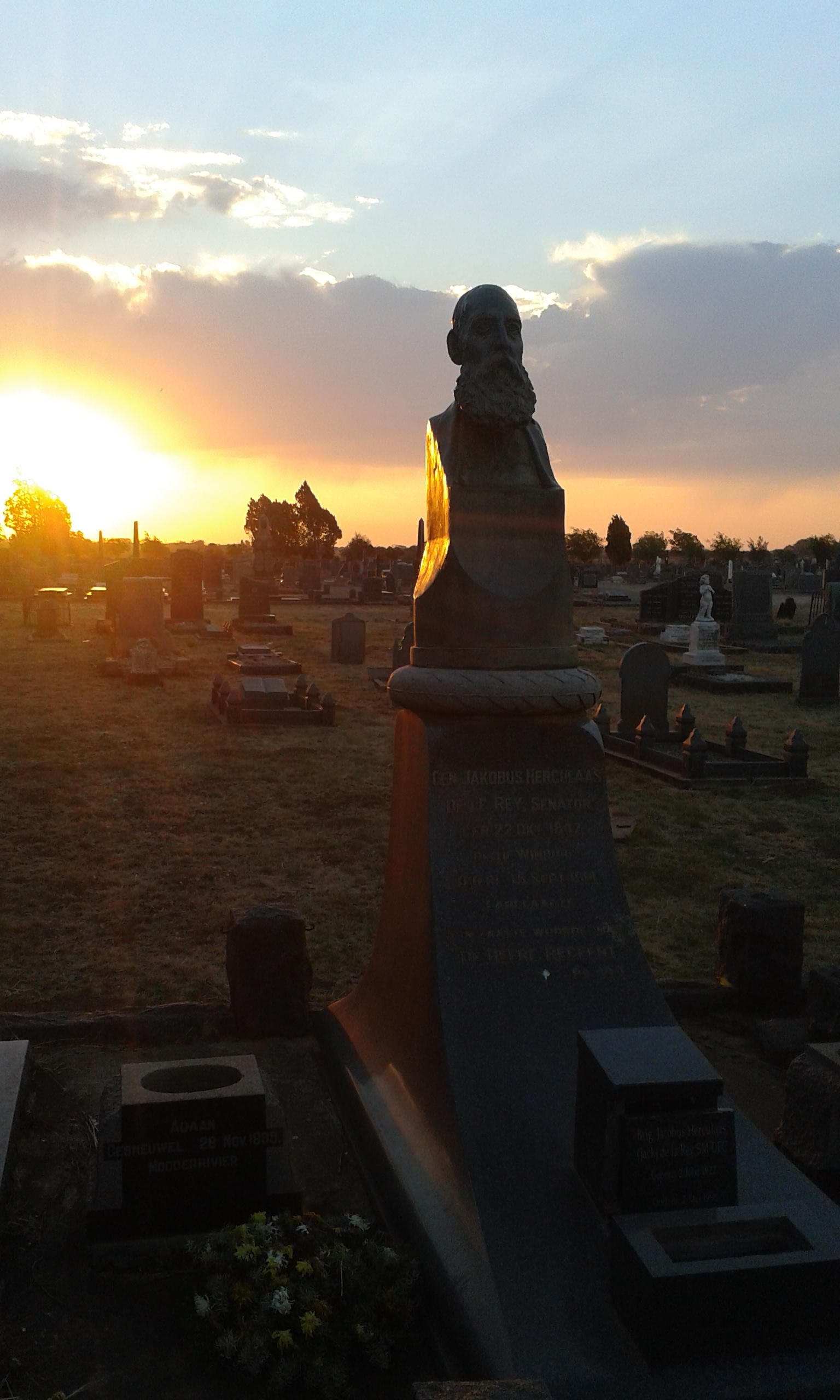
Могила

15 сентября 1914 года в Ланглаахте полиция в погоне открыла огонь по автомобилю банды Фостер. Случайно пуля догнала де ла Рея и попала ему в спину. Он вернулся на ферму Лихтенбурга, как было предсказано. Многие буры утверждали, что де ла Рей был убит намеренно. Де ла Рей был похоронен на кладбище в Лихтенберге.
На могиле героя стоит бронзовый бюст скульптора Фан Элоффа. Фоуртрекеры поставили де ла Рею памятник на его ферме. Возле ратуши города Лихтенбурга стоит величественная конная статуя де ла Рея. Память о герое живёт до сих пор. В 2005 году известный африканерский певец Бок ван Блерк презентовал песню «De la Rey» о бурском солдате Второй англо-бурской войны, чья ферма и посевы были опустошены, а его жена и ребёнок помещены в концентрационный лагерь. Далее песня призывает генерала де ла Рея повести буров на борьбу. Министерство культуры и искусств Южной Африки назвало эту песню потенциально опасной и деструктивной, которая якобы подстрекает крайне правых к борьбе.
Имя генерала присвоено полку Южно-Афркиканских национальных сил обороны.